# 동세픽주

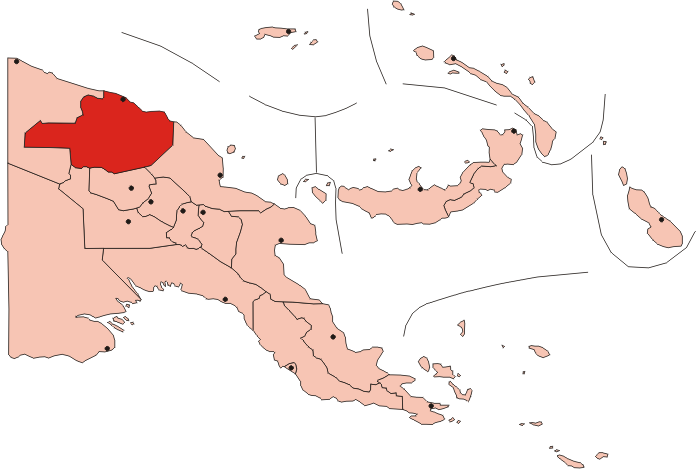
동세픽주

동세픽주(East Sepik)는 파푸아뉴기니의 주로 주도는 웨와크이며 면적은 약 42,800km2, 인구는 343,180명(2000년 기준)이다.

## 지리
주도 웨와크는 해안가에 위치해 있으며 해안을 따라 섬들이 늘어서 있다. 내륙 지방은 수량으로는 세계 최대 수준의 강 중 하나인 세픽강이 흐르고 있으며 이 때문에 자주 수해가 발생한다.